# Cladistigma
Cladistigma é um género botânico pertencente à família Convolvulaceae.
1. ↑  «Cladistigma — World Flora Online». www.worldfloraonline.org. Consultado em 19 de agosto de 2020